# Divizia A1 2015-2016 (pallavolo maschile)
La Divizia A1 2015-16 si è svolta dal 24 ottobre 2015 al 26 aprile 2016: al torneo hanno partecipato dodici squadre di club rumene e la vittoria finale è andata per la prima volta allo Sport Club Municipal Universitatea Craiova.

## Regolamento

### Formula
Le squadre hanno disputato un girone all'italiana, con gare di andata e ritorno, per un totale di ventidue giornate; al termine della regular season:
- Le prime quattro classificate hanno acceduto ai play-off scudetto, strutturati in semifinali, finale per il terzo posto e finale, tutte giocate al meglio di tre vittorie su cinque gare.
- Le classificate dal quinto all'ottavo posto hanno acceduto ai play-off per il quinto posto, strutturati in semifinali, finale per il settimo posto, entrambe giocate al meglio di due vittorie su tre gare, e finale per il quinto posto, giocata al meglio di tre vittorie su cinque gare.
- Le ultime quattro classificate hanno acceduto ai play-out, strutturati in due finali, giocate al meglio di tre vittorie su cinque gare: le perdenti sono retrocesse in Divizia A2; tuttavia a causa del ritiro a campionato in corso del Club Volei Municipal Tomis Constanța hanno preso parte ai play-out le ultime due classificate, giocati con le stesse modalità.

### Criteri di classifica
Se il risultato finale è stato di 3-0 o 3-1 sono stati assegnati 3 punti alla squadra vincente e 0 a quella sconfitta, se il risultato finale è stato di 3-2 sono stati assegnati 2 punti alla squadra vincente e 1 a quella sconfitta.
L'ordine del posizionamento in classifica è stato definito in base a:
- Punti;
- Numero di partite vinte;
- Ratio dei set vinti/persi;
- Ratio dei punti realizzati/subiti.

## Squadre partecipanti
Al campionato di Divizia A1 2015-16 hanno partecipato dodici squadre: quelle neopromosse dalla Divizia A2 sono state il Clubul de Volei Tricolorul LMV Ploiești e il Volei Club Universitatea Cluj, vincitrici dei play-off promozione.
| Club                  | Città        | Palazzetto                                 | Stagione precedente                                             |
| --------------------- | ------------ | ------------------------------------------ | --------------------------------------------------------------- |
| Baia Mare             | Baia Mare    | Sala Polivalentă Lascăr Pană Baia Mare     | 8ª in Divizia A1                                                |
| CSM Bucarest          | Bucarest     | Sala Sporturilor Unirea Dobroești          | 6ª in Divizia A1                                                |
| Dinamo Bucarest       | Bucarest     | Sala Polivalentă Dinamo Bucarest           | 4ª in Divizia A1                                                |
| Banatul Caransebeș    | Caransebeș   | Sala Polivalentă Victoria Caransebeș       | 9ª in Divizia A1                                                |
| Universitatea Cluj    | Cluj         | Sala Sporturilor Horia Demian Cluj         | 6ª in Divizia A2 (girone ovest); Vincitrice play-off promozione |
| Tomis Costanza        | Costanza     | Sala Sporturilor Costanza                  | Campione di Romania                                             |
| Universitatea Craiova | Craiova      | Sala Polivalentă Oltenia Craiova           | 3ª in Divizia A1                                                |
| Unirea Dej            | Dej          | Sala Sporturilor Dej                       | 7ª in Divizia A1                                                |
| Arcada Galați         | Galați       | Sala Sporturilor Dunărea Galați            | 5ª in Divizia A1                                                |
| Piatra Neamț          | Piatra Neamț | Sala Polivalentă Piatra Neamț              | 10ª in Divizia A1                                               |
| Tricolorul Ploiești   | Ploiești     | Complex Sportiv Tel George Junior Ploiești | 1ª Divizia A2 (girone est) Vincitrice play-off promozione       |
| Zalău                 | Zalău        | Sala Sporturilor Zalău                     | 2ª in Divizia A1                                                |

## Torneo

### Regular season

#### Risultati
| Prima giornata |                       |     |                                   |
|                |                       |     |                                   |
| 24-10          | Cluj-Caransebeș       | 0-3 | 21-25, 17-25, 20-25               |
| 24-10          | Dej-Costanza          | 2-3 | 28-26, 20-25, 20-25, 25-20, 14-16 |
| 24-10          | Zalău-Galați          | 2-3 | 25-23, 25-21, 19-25, 21-25, 13-15 |
| 24-10          | Ploiești-Piatra Neamț | 3-0 | 25-16, 25-14, 25-16               |
| 24-10          | Craiova-D. Bucarest   | 3-2 | 23-25, 25-17, 25-20, 23-25, 15-11 |
| 25-10          | Baia Mare-C. Bucarest | 3-0 | 25-17, 25-22, 25-18               |

| Seconda giornata |                        |     |                                   |
|                  |                        |     |                                   |
| 31-10            | Caransebeș-C. Bucarest | 3-1 | 25-17, 30-28, 23-25, 25-22        |
| 02-11            | D. Bucarest-Baia Mare  | 1-3 | 25-21, 15-25, 19-25, 22-25        |
| 31-10            | Piatra Neamț-Craiova   | 2-3 | 25-22, 19-25, 25-20, 16-25, 8-15  |
| 03-11            | Galați-Ploiești        | 0-3 | 0-25, 0-25, 0-25                  |
| 30-10            | Costanza-Zalău         | 3-2 | 26-28, 25-19, 22-25, 25-21, 15-13 |
| 31-10            | Cluj-Dej               | 2-3 | 19-25, 17-25, 25-17, 25-20, 8-15  |

| Terza giornata |                         |     |                                   |
|                |                         |     |                                   |
| 07-11          | Dej-Caransebeș          | 0-3 | 21-25, 24-26, 18-25               |
| 09-11          | Zalău-Cluj              | 3-0 | 25-22, 25-16, 25-16               |
| 08-11          | Ploiești-Costanza       | 1-3 | 21-25, 25-16, 19-25, 22-25        |
| 08-11          | Craiova-Galați          | 3-2 | 25-20, 20-25, 24-26, 25-22, 15-12 |
| 07-11          | Baia Mare-Piatra Neamț  | 3-0 | 27-25, 25-21, 25-17               |
| 07-11          | C. Bucarest-D. Bucarest | 3-0 | 25-20, 25-16, 26-24               |

| Quarta giornata |                          |     |                            |
|                 |                          |     |                            |
| 14-11           | Caransebeș-D. Bucarest   | 3-1 | 25-22, 25-21, 20-25, 25-17 |
| 14-11           | Piatra Neamț-C. Bucarest | 0-3 | 22-25, 20-25, 23-25        |
| 14-11           | Galați-Baia Mare         | 3-1 | 18-25, 25-16, 25-20, 26-24 |
| 13-11           | Costanza-Craiova         | 1-3 | 18-25, 29-31, 25-13, 22-25 |
| 14-11           | Cluj-Ploiești            | 0-3 | 13-25, 21-25, 22-25        |
| 14-11           | Dej-Zalău                | 0-3 | 25-27, 21-25, 18-25        |

| Quinta giornata |                          |     |                                   |
|                 |                          |     |                                   |
| 22-11           | Zalău-Caransebeș         | 3-0 | 25-17, 25-20, 25-20               |
| 21-11           | Ploiești-Dej             | 2-3 | 25-18, 25-13, 23-25, 19-25, 10-15 |
| 21-11           | Craiova-Cluj             | 3-0 | 25-21, 25-8, 25-12                |
| 21-11           | Baia Mare-Costanza       | 3-2 | 23-25, 25-16, 18-25, 25-23, 15-13 |
| 21-11           | C. Bucarest-Galați       | 0-3 | 21-25, 22-25, 21-25               |
| 21-11           | D. Bucarest-Piatra Neamț | 3-0 | 25-18, 25-20, 25-19               |

| Sesta giornata |                         |     |                                  |
|                |                         |     |                                  |
| 25-11          | Caransebeș-Piatra Neamț | 3-0 | 25-12, 25-18, 25-20              |
| 25-11          | Galați-D. Bucarest      | 3-0 | 25-15, 25-22, 25-20              |
| 25-11          | Costanza-C. Bucarest    | 3-1 | 21-25, 27-25, 25-15, 25-23       |
| 25-11          | Cluj-Baia Mare          | 0-3 | 11-25, 23-25, 17-25              |
| 25-11          | Dej-Craiova             | 1-3 | 19-25, 19-25, 25-18, 22-25       |
| 25-11          | Zalău-Ploiești          | 3-2 | 27-29, 25-10, 25-12, 19-25, 15-8 |

| Settima giornata |                      |     |                                   |
|                  |                      |     |                                   |
| 28-11            | Ploiești-Caransebeș  | 3-1 | 25-20, 25-16, 22-25, 29-27        |
| 29-11            | Craiova-Zalău        | 3-0 | 25-17, 25-22, 25-14               |
| 28-11            | Baia Mare-Dej        | 3-1 | 25-21, 20-25, 25-14, 25-22        |
| 28-11            | C. Bucarest-Cluj     | 3-1 | 25-20, 25-21, 18-25, 25-19        |
| 28-11            | D. Bucarest-Costanza | 3-2 | 25-19, 19-25, 25-18, 13-25, 18-16 |
| 28-11            | Piatra Neamț-Galați  | 1-3 | 26-24, 22-25, 20-25, 18-25        |

| Ottava giornata |                       |     |                                   |
|                 |                       |     |                                   |
| 05-12           | Caransebeș-Galați     | 3-1 | 27-25, 20-25, 32-30, 25-22        |
| 06-12           | Costanza-Piatra Neamț | 3-0 | 26-24, 28-26, 25-18               |
| 04-12           | Cluj-D. Bucarest      | 3-1 | 25-18, 25-19, 18-25, 25-23        |
| 05-12           | Dej-C. Bucarest       | 3-2 | 22-25, 25-21, 18-25, 25-22, 15-10 |
| 06-12           | Zalău-Baia Mare       | 3-0 | 25-21, 25-18, 25-23               |
| 05-12           | Ploiești-Craiova      | 1-3 | 25-19, 19-25, 21-25, 17-25        |

| Nona giornata |                    |     |                                   |
|               |                    |     |                                   |
| 09-12         | Craiova-Caransebeș | 3-0 | 25-18, 25-18, 25-21               |
| 09-12         | Baia Mare-Ploiești | 3-0 | 25-20, 25-18, 29-27               |
| 09-12         | C. Bucarest-Zalău  | 0-3 | 16-25, 16-25, 28-30               |
| 09-12         | D. Bucarest-Dej    | 2-3 | 27-29, 25-20, 25-22, 20-25, 10-15 |
| 09-12         | Piatra Neamț-Cluj  | 0-3 | 22-25, 28-30, 31-33               |
| 09-12         | Galați-Costanza    | 3-0 | 25-21, 25-17, 25-18               |

| Decima giornata |                      |     |                                   |
|                 |                      |     |                                   |
| 12-12           | Caransebeș-Costanza  | 3-0 | 25-15, 26-24, 25-18               |
| 11-12           | Cluj-Galați          | 0-3 | 16-25, 22-25, 21-25               |
| 12-12           | Dej-Piatra Neamț     | 3-0 | 25-16, 25-16, 25-13               |
| 13-12           | Zalău-D. Bucarest    | 3-0 | 25-17, 25-15, 25-20               |
| 12-12           | Ploiești-C. Bucarest | 3-2 | 25-14, 17-25, 25-18, 19-25, 15-9  |
| 12-12           | Craiova-Baia Mare    | 3-2 | 25-16, 19-25, 25-23, 21-25, 15-12 |

| Undicesima giornata |                      |     |                            |
|                     |                      |     |                            |
| 19-12               | Baia Mare-Caransebeș | 3-1 | 25-15, 25-20, 23-25, 25-16 |
| 19-12               | C. Bucarest-Craiova  | 0-3 | 23-25, 20-25, 17-25        |
| 19-12               | D. Bucarest-Ploiești | 1-3 | 18-25, 25-22, 15-25, 22-25 |
| 19-12               | Piatra Neamț-Zalău   | 0-3 | 18-25, 21-25, 22-25        |
| 19-12               | Galați-Dej           | 3-1 | 22-25, 25-18, 25-17, 28-26 |
| 19-12               | Costanza-Cluj        | 0-3 | 23-25, 19-25, 15-25        |

| Dodicesima giornata |                       |     |                                   |
|                     |                       |     |                                   |
| 23-01               | Caransebeș-Cluj       | 3-0 | 25-22, 25-17, 25-16               |
| 23-01               | Costanza-Dej          | 0-3 | 0-25, 0-25, 0-25                  |
| 24-01               | Galați-Zalău          | 3-2 | 28-26, 23-25, 25-21, 23-25, 17-15 |
| 23-01               | Piatra Neamț-Ploiești | 3-1 | 25-16, 23-25, 25-18, 25-22        |
| 23-01               | D. Bucarest-Craiova   | 1-3 | 25-23, 13-25, 19-25, 22-25        |
| 23-01               | C. Bucarest-Baia Mare | 1-3 | 25-18, 22-25, 17-25, 23-25        |

| Tredicesima giornata |                        |     |                                   |
|                      |                        |     |                                   |
| 30-01                | C. Bucarest-Caransebeș | 3-2 | 25-19, 31-33, 15-25, 25-18, 15-10 |
| 30-01                | Baia Mare-D. Bucarest  | 3-1 | 25-15, 18-25, 25-18, 25-21        |
| 30-01                | Craiova-Piatra Neamț   | 3-2 | 25-13, 25-22, 21-25, 31-33, 15-12 |
| 31-01                | Ploiești-Galați        | 0-3 | 22-25, 27-29, 17-25               |
| 30-01                | Zalău-Costanza         | 3-0 | 25-0, 25-0, 25-0                  |
| 30-01                | Dej-Cluj               | 3-0 | 25-19, 25-18, 25-15               |

| Quattordicesima giornata |                         |     |                            |
|                          |                         |     |                            |
| 03-02                    | Caransebeș-Dej          | 3-0 | 25-23, 25-20, 26-24        |
| 03-02                    | Cluj-Zalău              | 0-3 | 19-25, 21-25, 14-25        |
| 03-02                    | Costanza-Ploiești       | 0-3 | 0-25, 0-25, 0-25           |
| 03-02                    | Galați-Craiova          | 0-3 | 22-25, 21-25, 25-27        |
| 03-02                    | Piatra Neamț-Baia Mare  | 3-1 | 25-19, 25-16, 15-25, 25-20 |
| 03-02                    | D. Bucarest-C. Bucarest | 3-1 | 24-26, 29-27, 25-21, 25-18 |

| Quindicesima giornata |                          |     |                                   |
|                       |                          |     |                                   |
| 06-02                 | D. Bucarest-Caransebeș   | 3-2 | 16-25, 25-22, 25-20, 21-25, 15-9  |
| 06-02                 | C. Bucarest-Piatra Neamț | 3-2 | 21-25, 19-25, 25-14, 25-18, 15-11 |
| 08-02                 | Baia Mare-Galați         | 3-0 | 25-20, 25-16, 25-17               |
| 06-02                 | Craiova-Costanza         | 3-0 | 25-0, 25-0, 25-0                  |
| 1-02                  | Ploiești-Cluj            | 3-1 | 25-22, 25-16, 23-25, 25-19        |
| 06-02                 | Zalău-Dej                | 3-0 | 25-16, 25-20, 25-20               |

| Sedicesima giornata |                          |     |                                   |
|                     |                          |     |                                   |
| 13-02               | Caransebeș-Zalău         | 0-3 | 16-25, 18-25, 17-25               |
| 13-02               | Dej-Ploiești             | 3-2 | 25-22, 22-25, 23-25, 25-16, 15-12 |
| 13-02               | Cluj-Craiova             | 0-3 | 19-25, 21-25, 21-25               |
| 13-02               | Costanza-Baia Mare       | 0-3 | 0-25, 0-25, 0-25                  |
| 13-02               | Galați-C. Bucarest       | 3-0 | 25-17, 25-23, 25-21               |
| 13-02               | Piatra Neamț-D. Bucarest | 3-0 | 25-14, 25-19, 25-18               |

| Diciassettesima giornata |                         |     |                                   |
|                          |                         |     |                                   |
| 20-02                    | Piatra Neamț-Caransebeș | 3-2 | 25-22, 20-25, 16-25, 25-22, 15-13 |
| 20-02                    | D. Bucarest-Galați      | 1-3 | 25-20, 15-25, 16-25, 23-25        |
| 20-02                    | C. Bucarest-Costanza    | 3-0 | 25-0, 25-0, 25-0                  |
| 20-02                    | Baia Mare-Cluj          | 3-0 | 25-21, 25-22, 25-17               |
| 21-02                    | Craiova-Dej             | 3-0 | 25-23, 25-15, 25-20               |
| 20-02                    | Ploiești-Zalău          | 1-3 | 23-25, 25-20, 11-25, 21-25        |

| Diciottesima giornata |                      |     |                            |
|                       |                      |     |                            |
| 27-02                 | Caransebeș-Ploiești  | 3-0 | 25-22, 25-18, 25-21        |
| 29-02                 | Zalău-Craiova        | 3-1 | 21-25, 25-23, 25-17, 25-21 |
| 27-02                 | Dej-Baia Mare        | 0-3 | 21-25, 21-25, 22-25        |
| 27-02                 | Cluj-C. Bucarest     | 3-0 | 27-25, 25-16, 27-25        |
| 27-02                 | Costanza-D. Bucarest | 0-3 | 0-25, 0-25, 0-25           |
| 27-02                 | Galați-Piatra Neamț  | 3-0 | 25-15, 25-16, 25-15        |

| Diciannovesima giornata |                       |     |                                   |
|                         |                       |     |                                   |
| 05-03                   | Galați-Caransebeș     | 3-0 | 25-16, 25-18, 25-23               |
| 05-03                   | Piatra Neamț-Costanza | 3-0 | 25-0, 25-0, 25-0                  |
| 05-03                   | D. Bucarest-Cluj      | 3-2 | 25-21, 22-25, 27-25, 23-25, 15-8  |
| 05-03                   | C. Bucarest-Dej       | 3-2 | 25-18, 23-25, 25-22, 18-25, 15-10 |
| 05-03                   | Baia Mare-Zalău       | 3-2 | 17-25, 25-16, 20-25, 25-22, 15-12 |
| 05-03                   | Craiova-Ploiești      | 3-2 | 21-25, 25-17, 28-26, 24-26, 17-15 |

| Ventesima giornata |                    |     |                            |
|                    |                    |     |                            |
| 09-03              | Caransebeș-Craiova | 0-3 | 21-25, 23-25, 15-25        |
| 09-03              | Ploiești-Baia Mare | 3-1 | 25-19, 25-13, 22-25, 25-18 |
| 09-03              | Zalău-C. Bucarest  | 3-0 | 25-23, 25-20, 28-26        |
| 09-03              | Dej-D. Bucarest    | 3-0 | 25-22, 25-18, 25-17        |
| 09-03              | Cluj-Piatra Neamț  | 3-0 | 25-22, 25-9, 25-20         |
| 09-03              | Costanza-Galați    | 0-3 | 0-25, 0-25, 0-25           |

| Ventunesima giornata |                      |     |                                   |
|                      |                      |     |                                   |
| 12-03                | Costanza-Caransebeș  | 0-3 | 0-25, 0-25, 0-25                  |
| 13-03                | Galați-Cluj          | 3-1 | 25-19, 25-23, 20-25, 25-21        |
| 12-03                | Piatra Neamț-Dej     | 3-1 | 25-17, 25-15, 25-27, 25-20        |
| 12-03                | D. Bucarest-Zalău    | 0-3 | 26-28, 19-25, 17-25               |
| 12-03                | C. Bucarest-Ploiești | 3-0 | 25-23, 25-21, 25-21               |
| 14-03                | Baia Mare-Craiova    | 2-3 | 21-25, 21-25, 25-14, 25-20, 12-15 |

| Ventiduesima giornata |                      |     |                            |
|                       |                      |     |                            |
| 19-03                 | Caransebeș-Baia Mare | 3-0 | 28-26, 25-19, 25-23        |
| 19-03                 | Craiova-C. Bucarest  | 3-0 | 25-17, 25-23, 31-29        |
| 19-03                 | Ploiești-D. Bucarest | 3-1 | 27-25, 21-25, 25-21, 25-17 |
| 19-03                 | Zalău-Piatra Neamț   | 3-0 | 25-23, 25-22, 25-12        |
| 15-03                 | Dej-Galați           | 3-0 | 25-20, 25-23, 25-17        |
| 19-03                 | Cluj-Costanza        | 3-0 | 25-0, 25-0, 25-0           |

#### Classifica
| Pos. | Squadra               | Pt                                         | G                                          | V                                          | P                                          | SV                                         | SP                                         | Ratio                                      | PF                                         | PS                                         | Ratio                                      |
| ---- | --------------------- | ------------------------------------------ | ------------------------------------------ | ------------------------------------------ | ------------------------------------------ | ------------------------------------------ | ------------------------------------------ | ------------------------------------------ | ------------------------------------------ | ------------------------------------------ | ------------------------------------------ |
| 1.   | Universitatea Craiova | 56                                         | 22                                         | 21                                         | 1                                          | 64                                         | 21                                         | 3.048                                      | 1986                                       | 1677                                       | 1.184                                      |
| 2.   | Zalău                 | 54                                         | 22                                         | 17                                         | 5                                          | 59                                         | 19                                         | 3.105                                      | 1839                                       | 1521                                       | 1.209                                      |
| 3.   | Arcada Galați         | 47                                         | 22                                         | 16                                         | 6                                          | 51                                         | 27                                         | 1.889                                      | 1775                                       | 1619                                       | 1.096                                      |
| 4.   | Baia Mare             | 45                                         | 22                                         | 15                                         | 7                                          | 52                                         | 30                                         | 1.733                                      | 1864                                       | 1658                                       | 1.124                                      |
| 5.   | Banatul Caransebeș    | 39                                         | 22                                         | 12                                         | 10                                         | 44                                         | 33                                         | 1.333                                      | 1741                                       | 1646                                       | 1.058                                      |
| 6.   | Tricolorul Ploiești   | 33                                         | 22                                         | 10                                         | 12                                         | 42                                         | 43                                         | 0.977                                      | 1874                                       | 1724                                       | 1.087                                      |
| 7.   | Unirea Dej            | 27                                         | 22                                         | 10                                         | 12                                         | 38                                         | 46                                         | 0.826                                      | 1810                                       | 1780                                       | 1.017                                      |
| 8.   | CSM Bucarest          | 23                                         | 22                                         | 8                                          | 14                                         | 32                                         | 49                                         | 0.653                                      | 1775                                       | 1794                                       | 0.989                                      |
| 9.   | Universitatea Cluj    | 20                                         | 22                                         | 6                                          | 16                                         | 25                                         | 49                                         | 0.510                                      | 1539                                       | 1665                                       | 0.924                                      |
| 10.  | Piatra Neamț          | 20                                         | 22                                         | 6                                          | 16                                         | 25                                         | 53                                         | 0.472                                      | 1603                                       | 1745                                       | 0.919                                      |
| 11.  | Dinamo Bucarest       | 17                                         | 22                                         | 6                                          | 16                                         | 30                                         | 55                                         | 0.545                                      | 1766                                       | 1898                                       | 0.930                                      |
| -    | Tomis Costanza        | Ritirata dal campionato il 12 gennaio 2016 | Ritirata dal campionato il 12 gennaio 2016 | Ritirata dal campionato il 12 gennaio 2016 | Ritirata dal campionato il 12 gennaio 2016 | Ritirata dal campionato il 12 gennaio 2016 | Ritirata dal campionato il 12 gennaio 2016 | Ritirata dal campionato il 12 gennaio 2016 | Ritirata dal campionato il 12 gennaio 2016 | Ritirata dal campionato il 12 gennaio 2016 | Ritirata dal campionato il 12 gennaio 2016 |

| Qualificata ai play-off scudetto | Qualificata ai play-off 5º posto | Qualificata ai play-out |

### Play-off scudetto

#### Tabellone
|  | Semifinali | Semifinali            | Semifinali            | Semifinali            | Semifinali | Semifinali | Semifinali |  |  | Finale                | Finale                | Finale                | Finale        | Finale | Finale | Finale |  |
|  |            |                       |                       |                       |            |            |            |  |  |                       |                       |                       |               |        |        |        |  |
|  | 1          | Universitatea Craiova | Universitatea Craiova | Universitatea Craiova | 3          | 3          | 3          |  |  |                       |                       |                       |               |        |        |        |  |
|  | 4          | Baia Mare             | Baia Mare             | Baia Mare             | 1          | 1          | 1          |  |  | Universitatea Craiova | Universitatea Craiova | Universitatea Craiova | 3             | 3      | 2      | 3      |  |
|  | 2          | Zalău                 | 3                     | 3                     | 1          | 1          | 3          |  |  | Zalău                 | Zalău                 | Zalău                 | 1             | 1      | 3      | 1      |  |
|  | 3          | Arcada Galați         | 1                     | 1                     | 3          | 3          | 2          |  |  |                       |                       |                       |               |        |        |        |  |
|  |            |                       |                       |                       |            |            |            |  |  |                       |                       |                       |               |        |        |        |  |
|  |            |                       |                       |                       |            |            |            |  |  | Finale 3º posto       |                       |                       |               |        |        |        |  |
|  |            |                       |                       |                       |            |            |            |  |  |                       |                       |                       |               |        |        |        |  |
|  |            |                       |                       |                       |            |            |            |  |  | Baia Mare             | Baia Mare             | Baia Mare             | Baia Mare     | 1      | 0      | 2      |  |
|  |            |                       |                       |                       |            |            |            |  |  | Arcada Galați         | Arcada Galați         | Arcada Galați         | Arcada Galați | 3      | 3      | 3      |  |

#### Risultati
| Semifinali |                   |     |                            |
|            |                   |     |                            |
| 26-03      | Craiova-Baia Mare | 3-1 | 25-23 25-20 29-31 29-27    |
| 26-03      | Zalău-Galați      | 3-1 | 25-19, 19-25, 25-13, 25-23 |

| 27-03 | Craiova-Baia Mare | 3-1 | 20-25, 25-23, 25-18, 25-17 |
| 27-03 | Zalău-Galați      | 3-1 | 25-22, 17-25, 25-23, 25-22 |

| 01-04 | Baia Mare-Craiova | 1-3 | 22-25, 29-27, 21-25, 20-25 |
| 04-04 | Galați-Zalău      | 3-1 | 13-25, 27-25, 25-22, 25-23 |

| 05-04 | Galați-Zalău | 3-1 | 25-20, 17-25, 25-18, 25-22 |

| 13-04 | Zalău-Galați | 3-2 | 22-25, 25-23, 22-25, 25-15, 15-13 |

| Finale 3º posto |                  |     |                                   |
|                 |                  |     |                                   |
| 18-04           | Galați-Baia Mare | 3-1 | 18-25, 25-20, 25-23, 25-18        |
| 19-04           | Galați-Baia Mare | 3-0 | 25-14, 25-21, 25-21               |
| 23-04           | Baia Mare-Galați | 2-3 | 24-26, 20-25, 25-13, 25-15, 12-15 |

| Finale |               |     |                                  |
|        |               |     |                                  |
| 17-04  | Craiova-Zalău | 3-1 | 23-25, 25-19, 25-19, 25-22       |
| 18-04  | Craiova-Zalău | 3-1 | 25-18, 25-17, 24-26, 25-20       |
| 25-04  | Zalău-Craiova | 3-2 | 25-22, 19-25, 14-25, 25-16, 15-6 |
| 26-04  | Zalău-Craiova | 1-3 | 23-25, 25-16, 20-25, 24-26       |

### Play-off 5º posto

#### Tabellone
|  | Semifinali | Semifinali          | Semifinali | Semifinali | Semifinali |  |  | Finale 5º posto     | Finale 5º posto     | Finale 5º posto     | Finale 5º posto    | Finale 5º posto    | Finale 5º posto | Finale 5º posto |  |
|  |            |                     |            |            |            |  |  |                     |                     |                     |                    |                    |                 |                 |  |
|  | 5          | Banatul Caransebeș  | 3          | 1          | 1          |  |  |                     |                     |                     |                    |                    |                 |                 |  |
|  | 8          | CSM Bucarest        | 0          | 3          | 3          |  |  | CSM Bucarest        | CSM Bucarest        | CSM Bucarest        | 2                  | 3                  | 1               | 2               |  |
|  | 6          | Tricolorul Ploiești | 3          | 1          | 3          |  |  | Tricolorul Ploiești | Tricolorul Ploiești | Tricolorul Ploiești | 3                  | 2                  | 3               | 3               |  |
|  | 7          | Unirea Dej          | 0          | 3          | 1          |  |  |                     |                     |                     |                    |                    |                 |                 |  |
|  |            |                     |            |            |            |  |  |                     |                     |                     |                    |                    |                 |                 |  |
|  |            |                     |            |            |            |  |  | Finale 7º posto     |                     |                     |                    |                    |                 |                 |  |
|  |            |                     |            |            |            |  |  |                     |                     |                     |                    |                    |                 |                 |  |
|  |            |                     |            |            |            |  |  | Banatul Caransebeș  | Banatul Caransebeș  | Banatul Caransebeș  | Banatul Caransebeș | Banatul Caransebeș | 0               | 3               |  |
|  |            |                     |            |            |            |  |  | Unirea Dej          | Unirea Dej          | Unirea Dej          | Unirea Dej         | Unirea Dej         | 3               | 0               |  |

#### Risultati
| Semifinali |                        |     |                     |
|            |                        |     |                     |
| 26-03      | Caransebeș-C. Bucarest | 3-0 | 30-28, 25-15, 25-23 |
| 26-03      | Ploiești-Dej           | 3-0 | 25-19, 25-22, 25-21 |

| 02-04 | C. Bucarest-Caransebeș | 3-1 | 25-17, 25-22, 19-25, 28-26 |
| 02-04 | Dej-Ploiești           | 3-1 | 23-25, 25-23, 25-23, 25-21 |

| 06-04 | Caransebeș-C. Bucarest | 1-3 | 25-21, 21-25, 18-25, 24-26 |
| 06-04 | Ploiești-Dej           | 3-1 | 25-22, 20-25, 26-24, 25-12 |

| Finale 7º posto |                |     |                     |
|                 |                |     |                     |
| 16-04           | Dej-Caransebeș | 0-3 | 23-25, 22-25, 20-25 |
| 17-04           | Caransebeș-Dej | 3-0 | 27-25, 25-16, 25-19 |

| Finale 5º posto |                      |     |                                   |
|                 |                      |     |                                   |
| 16-04           | C. Bucarest-Ploiești | 2-3 | 22-25, 25-19, 23-25, 25-16, 12-15 |
| 17-04           | C. Bucarest-Ploiești | 3-2 | 20-25, 25-13, 18-25, 25-15, 15-13 |
| 23-04           | Ploiești-C. Bucarest | 3-1 | 24-26, 25-22, 25-22, 31-29        |
| 24-04           | Ploiești-C. Bucarest | 3-2 | 25-14, 28-26, 22-25, 19-25, 15-9  |

### Play-out

#### Risultati
| Finale |                          |     |                                   |
|        |                          |     |                                   |
| 26-03  | Piatra Neamț-D. Bucarest | 3-1 | 18-25, 25-21, 25-20, 25-14        |
| 27-03  | Piatra Neamț-D. Bucarest | 3-2 | 25-21, 23-25, 18-25, 25-19, 18-16 |
| 02-04  | D. Bucarest-Piatra Neamț | 3-2 | 25-22, 25-22, 23-25, 23-25, 15-12 |
| 03-04  | D. Bucarest-Piatra Neamț | 3-1 | 25-20, 25-20, 13-25, 25-17        |
| 06-04  | Piatra Neamț-D. Bucarest | 3-2 | 20-25, 24-26, 25-20, 25-22, 15-9  |

## Classifica finale
| Pos | Squadra               | Qualificazione           |
| --- | --------------------- | ------------------------ |
|     | Universitatea Craiova | Champions League 2016-17 |
| 2   | Zalău                 | Challenge Cup 2016-17    |
| 3   | Arcada Galați         | Coppa CEV 2016-17        |
| 4   | Baia Mare             | Coppa CEV 2016-17        |
| 5   | Tricolorul Ploiești   | Challenge Cup 2016-17    |
| 6   | CSM Bucarest          |                          |
| 7   | Banatul Caransebeș    |                          |
| 8   | Unirea Dej            |                          |
| 9   | Universitatea Cluj    |                          |
| 10  | Piatra Neamț          |                          |
| 11  | Dinamo Bucarest       | Divizia A2 2016-17       |
| 12  | Tomis Costanza        |                          |